# 井於神社
井於神社（いおじんじゃ）は大阪府茨木市にある神社。延喜式神名帳に記されている摂津国島下郡の式内社。三所明神とも云われる。

## 歴史
初め宇野辺に鎮座し、享徳年中（1452年～1454年）に現在地に遷したといわれる。「続日本紀」天平神護2年（765年）4月に井於連（いのへのむらじ）が見え、氏神を祭ったものか。
- 永正年中（1504年 - 1520年）に天児屋根命を三宅出羽守が勧請。
- 明治5年（1872年）に郷社に列す。
- 明治40年（1907年）神饌幣帛料供進社に指定される。
- 明治43年（1910年）9月、宇野辺堂の前の八幡神社、丑寅の後同皇大神社、鶴野の西川皇大神社と小社水神社を合祀。

## 祭神
現在
- 建速素戔嗚尊
- 天児屋根命
- 菅原道真

の3柱を祀る。

## 境内社
- 八幡神社：須賀八耳命・八幡大神・天照皇大神・豊受大神
- 厳島神社：市杵嶋姫命
- 水神社：波爾彌須比古大神・美都波能賣大神
- 皇大神社：天照皇大神・豊受大神
- 大国神社：事代主命・大国主命